# Przełęcz Krzywe
Przełęcz Krzywe – przełęcz położona na terenie Pogórza Przemyskiego na wysokości 451 m n.p.m., pomiędzy szczytem Krzemienia (551 m n.p.m.) a nie posiadającym nazwy wierzchołkiem o wysokości 565 m n.p.m. Przełęcz oddziela Pasmo Bziany od Pasma Krzemienia. Nie biegnie tędy żaden znakowany szlak turystyczny, prowadzi jedynie dukt, łączący wsie Leszczawa Górna i Trzcianiec (przysiółek Dolny Koniec).
W miejscu tym znajdowała się niegdyś wieś Krzywe.